# Aprilie 2010
Acest articol este generat integral pe baza informațiilor din articolul 2010 și este actualizat periodic de un robot.
 Editările făcute în articol vor fi șterse la următoarea actualizare! Dacă doriți să faceți modificări, editați articolul-sursă.

ianuarie -
februarie -
martie -
aprilie -
mai -
iunie -
iulie -
august -
septembrie -
octombrie -
noiembrie -
decembrie
Aprilie 2010 a fost a patra lună a anului și a început într-o zi de joi.

## Evenimente

Accidentul petrolier din Golful Mexic

- 5 aprilie: Exploratorul francez Jean-Louis Etienne a plecat din arhipelagul Svalbard din Norvegia, în prima traversare a Polului Nord realizată de o singură persoană, într-un balon.
- 7 aprilie: Proteste de stradă în Kârgâzstan. Președintele Kurmanbek Bakiev fuge din capitala Bișkek, iar mai apoi din țară, după ce ministrul de interne a fost ucis de protestatari. Fostul ministru de externe Roza Otunbayeva preia provizoriu puterea.[1]

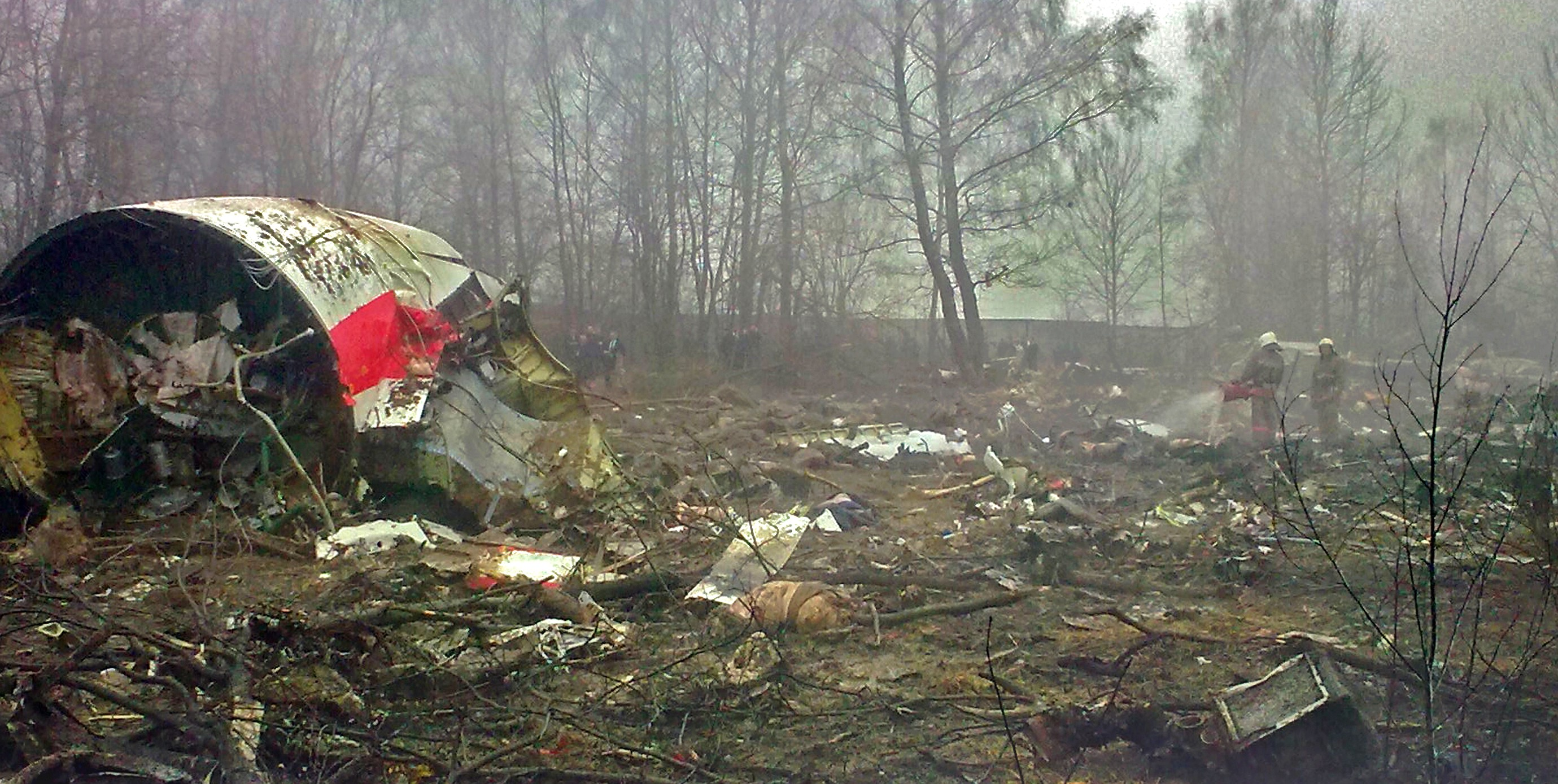
Accidentul aviatic de la Smolensk în care președintele Poloniei, soția acestuia, guvernatorul Băncii Naționale Poloneze, oficiali și oameni de marcă polonezi au fost uciși

- 10 aprilie: Accidentul aviatic de la Smolensk din 2010: Președintele Poloniei, soția acestuia, guvernatorul Băncii Naționale Poloneze, oficiali și oameni de marcă polonezi au decedat în urma unui accident aviatic produs în apropiere de aeroportul din Smolensk, Rusia.[2] Bilanț: 96 morți.
- 13 aprilie: Un cutremur cu magnitudinea de 6,9 grade Richter a omorât peste 2.000 de persoane în provincia Qinghai, China.
- 14 aprilie: Vulcanul Eyjafjallajökull din Islanda a erupt, formând un nor de cenușă care a cuprins întregul continent european.[3]
- 16 aprilie: În Austria, un avion ceh de mici dimensiuni a explodat în zbor. Pilotul, de origine slovacă, a murit în accident.
- 17 aprilie: La ora 5:00 ora României, norul de cenușă format în urma erupției vulcanului Eyjafjallajökull a intrat pe teritoriul României. Cursele aeriene care au ca punct de plecare și destinație aeroporturile din Baia Mare, Suceava, Cluj-Napoca și Târgu Mureș au fost anulate.
- 19 aprilie: A 18-a ediție a premiilor UNITER.[4]
- 20 aprilie: La o adâncime de 1.500 m în Golful Mexic, la circa 80 km de Venice (Louisiana), explodează puțul de petrol care perfora platforma Deepwater Horizon, aflată în proprietatea companiei Transocean și închiriată colosului petrolier British Petroleum (BP). Mor 11 muncitori și alți 17 sunt răniți. O estimare vorbește despre circa 1.000 barili de petrol care se revarsă din puț în fiecare zi, răspândindu-se în mare.
- 22 aprilie: Platforma în flăcări se scufundă.
- 25 aprilie: BP utilizează roboți subacvatici controlați de la distanță pentru a încerca să repare defecțiunea, dar tentativa eșuează.
- 29 aprilie: Guvernatorul statului Louisiana declară stare de urgență.
- 28 aprilie: Funcționari de la Casa Albă afirmă că cel puțin 5.000 barili de țiței sunt eliberați în fiecare zi din puț, o cantitate egală cu 800.000 litri. Paza de coastă a SUA declanșează o procedură de incendii controlate a petelor de petrol de la suprafața mării. La începutul lunii iunie, incendiile eliminau 67.000 barili de țiței.
- 25 aprilie: Al doilea tur al alegerilor parlamentare în Ungaria, câștigate de partidul de centru dreapta condus de Viktor Orbán.[5]
- 25 aprilie: Heinz Fischer a fost reales în funcția de președinte al Austriei.[6]

## Decese

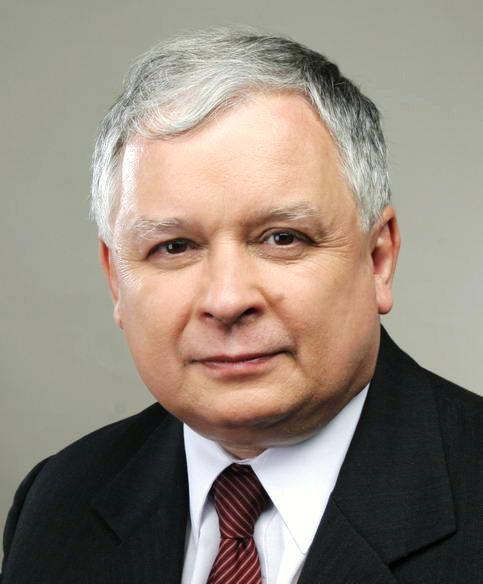
Lech Kaczyński

- 1 aprilie: John Forsythe (n. John Lincoln Freund), 92 ani, actor american (n. 1918)
- 3 aprilie: Eugène Ney Terre'Blanche, 69 ani, om politic african (n. 1941)
- 4 aprilie: Lajos Bálint, 80 ani, episcop român de etnie maghiară (n. 1929)
- 5 aprilie: Marcel Bonnaud, 74 ani, actor și regizor francez (n. 1936)
- 6 aprilie: Wilma Pearl Mankiller, 64 ani, militantă americană de etnie cherokeeză (n. 1945)
- 8 aprilie: Teddy Scholten (n. Dorothea Margaretha van Zwieteren), 83 ani, cântăreață neerlandeză (n. 1926)
- 9 aprilie: Meir Just, 101 ani, rabin evreu (n. 1908)
- 9 aprilie: Dario Mangiarotti, 94 ani, scrimer olimpic italian (n. 1912)
- 10 aprilie: Dixie Virginia Carter, 70 ani, actriță americană (n. 1939)
- 10 aprilie: Lech Kaczyński, 60 ani, președinte al Poloniei (2005-2010), (n. 1949)
- 10 aprilie: Manfred Reichert, 69 ani, fotbalist german (n. 1940)
- 10 aprilie: Jerzy Andrzej Szmajdziński, 58 ani, politician polonez (n. 1952)
- 10 aprilie: George Vasilievici, 31 ani, poet român (n. 1978)
- 12 aprilie: Alper Balaban, 22 ani, fotbalist turco-german (atacant), (n. 1987)
- 12 aprilie: Werner Schroeter, 65 ani, regizor german (n. 1945)
- 13 aprilie: Steve Reid, 66 ani, cântăreț american (n. 1944)
- 14 aprilie: Tom Ellis, 86 ani, politician britanic (n. 1924)
- 14 aprilie: Felicita Frai, 100 ani, pictor italian (n. 1909)
- 14 aprilie: Heinrich Lauer, 76 ani, publicist și scriitor român de limbă germană (n. 1934)
- 14 aprilie: Tom Ellis, politician britanic (n. 1924)
- 14 aprilie: Peter Steele, 48 ani, muzician, solist și compozitor american (n. 1962)
- 16 aprilie: Tomáš Špidlík, 90 ani,  profesor de patristică și spiritualitate a răsăritului creștin la Universitatea Pontificală Gregoriană (n. 1919)
- 17 aprilie: Alexandru Neagu, 61 ani, fotbalist român (atacant), (n. 1948)
- 17 aprilie: Alexandru Neagu, fotbalist român (n. 1948)
- 18 aprilie: Emilia Comișel, 97 ani, etnomuzicologă și profesoară universitară română (n. 1913)
- 19 aprilie: Guru (n. Keith Edward Elam), 48 ani, cântăreț, producător și actor american (n. 1961)
- 19 aprilie: György Schwajda, 67 ani, dramaturg și director de teatru, maghiar (n. 1943)
- 21 aprilie: Juan Antonio Samaranch, 89 ani, politician, diplomat, om de afaceri, antrenor și jurnalist spaniol, președinte al CIO (1980-2001), (n. 1920)
- 23 aprilie: Constantin Bălălău, 54 ani, senator român (2000-2004), (n. 1955)
- 24 aprilie: Pierre Hadot, 88 ani, filosof și istoric al filosofiei, francez (n. 1922)
- 24 aprilie: Dimitris Tsatsos, 76 ani, politician grec (n. 1933)
- 25 aprilie: Dorothy Provine, 75 ani, actriță americană (n. 1937)
- 25 aprilie: Alan Sillitoe, 82 ani, scriitor britanic (n. 1928)
- 26 aprilie: Gelu Mureșan, 66 ani, cineast român (n. 1944)
- 27 aprilie: Cristina Tacoi, 76 ani, actriță română (n. 1933)
- 28 aprilie: Cornelia Bodea, 94 ani, istoric român (n. 1916)
- 28 aprilie: Stefania Grodzieńska, 95 ani, scriitoare poloneză (n. 1914)
- 29 aprilie: Avigdor Arikha, 81 ani, artist român de etnie evreiască (n. 1929)